# Natalia Ziganchina
Natalia Ziganchina, em russo: Наталья Зиганшина, (São Petersburgo, 24 de dezembro de 1985) é uma ex-ginasta russa que competiu em provas de ginástica artística.
Filha de Kamil e Tatiana, ambos esportistas, Natalia iniciou no desporto aos cinco anos de idade, em um clube local. Em 1997, aos doze anos, entrou para equipe principal do país. Três anos depois, disputou sua primeira competição internacional, o Campeonato Europeu Júnior, do qual saiu medalhista de ouro por equipes, prata nas barras assimétricas e bronze no individual geral. No ano seguinte, disputou o Campeonato Mundial de Gante. Nele, fora vice-campeã na prova coletiva e na individual, superada pela compatriota Svetlana Khorkina.
Em 2002, participou do Campeonato Europeu de Patras, do qual conquistou três medalhas: ouro por equipes e no salto e prata no solo. Ainda em 2002, disputou o Campeonato Mundial de Debrecen. No evento, fora medalhista de prata no salto sobre a mesa, superada pela companheira de equipe Elena Zamolodchikova. Em 2004, em sua primeira aparição olímpica, nos Jogos Olímpicos de Atenas, Natalia conquistou ao lado de sua equipe, a medalha de bronze, atrás da equipe norte-americana e romena, prata e ouro, respectivamente. Individualmente, fora 35ª colocada na classificação da prova individual. Dois anos depois, anunciou sua aposentadoria do desporto, para dedicar-se a carreira de treinadora.